# IBC特集
『IBC特集』（アイビーシーとくしゅう）は、IBC岩手放送が製作・放送しているドキュメンタリー番組。放送上でのタイトル表記は『IBC特集SPECIAL』（アイビーシーとくしゅうスペシャル）である。
本項では、同じくIBCで放送のドキュメンタリー番組『いわて大陸』（いわてたいりく）ならびに『明日への証』（あすへのしるし）についても取り上げる。

## 歴史
1990年4月10日放送開始。放送第1回のテーマは『超多忙！小沢幹事長の24時間』であった。以降、様々なテーマの特集を放送。『山の声届かず』のようなシリーズ作品もあった。
1990年代にはゴールデンタイムに放送されていた。その事もあり、一時は視聴率35%を確保していた。

### 放送時間
- 第1期 火曜 19:30 - 19:55（1990年4月 - 1992年9月）
- 第2期 火曜 20:30 - 20:55（1992年10月 - 1997年3月） - TBS製作のバラエティ番組枠『ムーブ』の編成に伴い、1時間繰り下げ。
- 第3期 毎月最終木曜 19:30 - 19:55（1999年4月 - 2000年3月）
- 第4期 毎月最終日曜 14:00 - 14:55（2004年4月 - ） - 日時は変動あり。この第4期の途中からハイビジョン制作となる。

### 受賞歴
本番組の放送活動や特定の放送回には、以下の賞が贈られている。受賞した回の一部は、神奈川県横浜市にある放送ライブラリーでの視聴が可能。
| 放送年                                       | 対象                                                | 受賞年 | 賞                                                                     |
| -------------------------------------------- | --------------------------------------------------- | ------ | ---------------------------------------------------------------------- |
|                                              | 『東京を撃つ (1)』                                  | 1993年 | JNNネットワーク協議会賞 活動部門 奨励賞                                |
| 地域活性化への提言 『IBC特集』一連の放送活動 | 平成5年度日本民間放送連盟賞 テレビ放送活動部門 入選 | 1993年 |                                                                        |
| 2005年                                       | 『神様からの贈り物』                                | 2006年 | 第30回JNNネットワーク協議会賞 優秀賞                                   |
| 2005年                                       | 『神様からの贈り物』                                | 2006年 | 第43回ギャラクシー賞 選奨                                              |
| 2005年                                       | 『氷口御祝、東京へ行く』                            | 2006年 | 平成18年度日本民間放送連盟賞 テレビ教養番組部門 優秀賞                 |
| 2006年                                       | 『菊池幸見のイワテ方言詩紀行』                      | 2006年 | 平成18年度日本民間放送連盟賞 テレビエンターテインメント番組部門 優秀賞 |

## いわて大陸
2000年4月から2003年3月まで放送。再放送は本放送翌週の深夜に行われていた。

### 放送時間
- 第1期 日曜 11:00 - 11:30（2000年4月 - 2000年9月）
- 第2期 土曜 17:30 - 18:00（2000年10月 - 2003年3月）

## 明日への証
2011年から不定期放送されている番組で、同年3月11日に発生した東日本大震災を取り上げている。